# Tumlare (dryckeskärl)
Tumlare är ett halvsfäriskt dryckeskärl av glas, utan handtag och fot och med tung tjock botten som, om man lägger det på sidan, reser sig upp av sig självt. Tumlaren började tillverkas under 1600-talet och finns omnämnd i Fredmans epistel nr 80: "Nu började Tumlarn gå ikring/".

## Källa
- Tumlare i Nordisk familjebok (andra upplagan, 1920)
- SAOB
- Ordbok till Fredmans epistlar
- NE